# LWN.net
LWN.net ist ein Onlinemagazin, das vor allem Themen aus den Bereichen Linux, Unix und Freie Software behandelt. Veröffentlicht wird einmal wöchentlich die sogenannte Weekly Edition sowie täglich weitere Artikel, jeweils mit einer Kommentarmöglichkeit.
Seit LWN.net (ursprünglich eine Abkürzung für Linux Weekly News) 1998 gegründet wurde, ist es eine der wichtigsten Informationsseiten über Linux-Themen. Das Onlinemagazin richtet sich hauptsächlich an technisch interessierte Personen. Laut Heise online ist LWN "in Linux-Kernel-Kreisen äußerst [angesehen]".
Während Werbung nur einen kleinen Teil der Einnahmen generiert, verlässt sich LWN vor allem auf Subscriber, Nutzer also, die monatlich eine Gebühr bezahlen und dafür aktuellere Nachrichten erhalten (nicht-Subscriber müssen immer eine Woche warten, bis ein Artikel sichtbar wird), Werbung abschalten und Inhalte per E-Mail zugesendet bekommen können.

## Geschichte

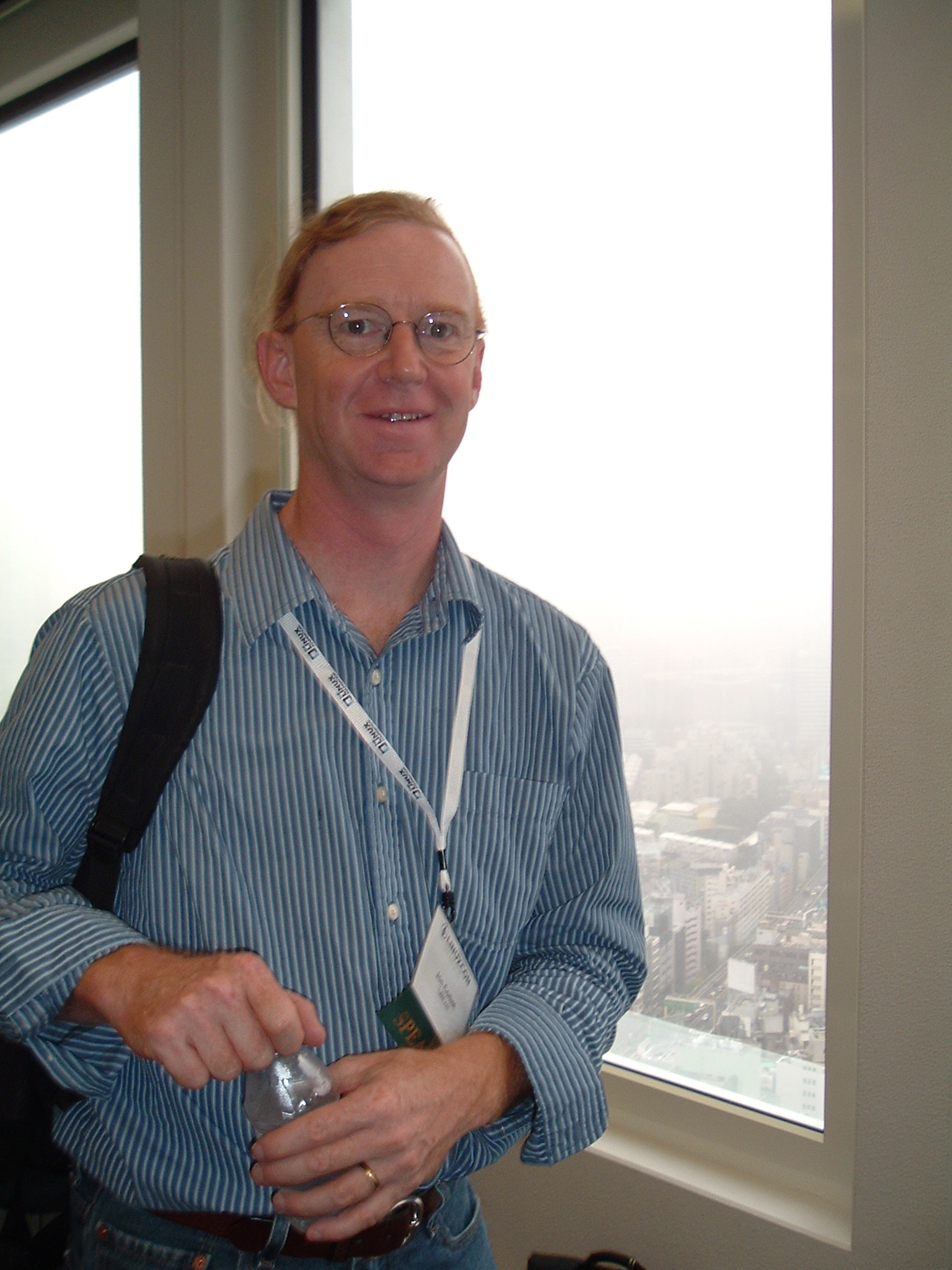
Jonathan Corbet

LWN wurde 1998 von Jonathan Corbet und Elizabeth Coolbaugh gegründet. Im Mai 2002 wurde die Seite neu gestaltet, unter anderem mit der Möglichkeit, Kommentare zu hinterlassen. Corbet gab im Juli 2002 bekannt, dass es finanziell nicht mehr möglich sei, LWN weiter zu betreiben und LWN eingestellt werden soll. Als daraufhin zahlreiche Leser Geld für den weiteren Betrieb spendeten, wurde ein Bezahlmodell eingeführt, das zahlenden Lesern früher Zugriff auf neue Artikel gestattet und seitdem die Finanzierung sichert.

## Mitarbeiter
Zurzeit schreiben vier Personen bei LWN, zuzüglich einiger freier Journalisten, deren Texte manchmal veröffentlicht werden. Chefredakteur ist immer noch Jonathan Corbet, weitere Autoren sind Jake Edge, Rebecca Sobol und Nathan Willis. Zeitweise gehörte auch der Maintainer der Linux-Manpages, Michael Kerrisk, zur Redaktion.